# Aelia Pulcheria
Aelia Pulcheria (Constantinopel, 19 januari 399 – aldaar, juli 453) was een dochter van de Oost-Romeinse keizer Arcadius en Aelia Eudoxia. In 450 na de dood van haar broer Theodosius II trouwt zij met Marcianus om de Theodosiaanse dynastie veilig te stellen. Zij speelde tijdens de eerste helft van de vijfde eeuw gedurende 35 jaar een voorname rol in de binnenlandse en religieuze politiek van het Oost-Romeinse rijk.

## Augusta

### Invloed op het beleid
In 414 benoemde de Romeinse senaat Pulcheria bij het bereiken van haar volwassenheid op vijftienjarige leeftijd tot Augusta. Daarna fungeerde zij als voogd voor haar twee jaar jongere broer. Om te voorkomen dat ze gedwongen zou worden te trouwen legde zij een gelofte van maagdelijkheid af. Vanaf 416 was Theodosius in staat zelf te regeren, Pulcheria behield echter een sterke invloed op haar broer. Hoewel zij nog een jonge vrouw was deed zij in het politieke machtsspel niet onder voor veel oudere mannelijke tegenstrevers. In de senaat van Constantinopel stond een borstbeeld te harer ere naast dat van de andere Augusti. Tijdens haar tijd als Augusta en haar broers keizerschap vonden er veel belangrijke gebeurtenissen plaats. De invloed van Pulcheria was echter het grootste op religieus gebied.
Zij leunde sterk op de militaire macht van oorspronkelijk Germaanse officieren, vooral op de Alaan Aspar, die de rang van magister militum bereikte, en daarmee invloed kreeg op de keuze van een keizer.

### Aan de kant geschoven
In 441 haalde Chrysaphius, een van Theodosius belangrijkste raadgevers, de keizer over om zich van Pulcheria te ontdoen en nam daarop zelf haar plaats in. Pulcheria werd een non,

### Rol in verheffing van Marcianus tot keizer
In 450, toen Theodosius II stierf aan de gevolgen van een val van zijn paard, keerde ze terug naar het hof, waar ze met Chrysaphius om de macht streed. Ze sloot een bondgenootschap met Germaanse officieren, en trouwde met een van Aspars generaals, Marcianus, onder het voorwendsel dat Theodosius hem tot opvolger had benoemd. Vervolgens liet ze Marcianus Chrysaphius executeren en kon haar echtgenoot Theodosius opvolgen.

## Buitenlands beleid

### Oorlog met Perzië
Tijdens haar regeerperiode laaide het conflict met Perzië weer op. Pulcheria had in 420 opgeroepen tot oorlog tegen Perzië als reactie op het feit dat de Perzische koning Yazdegird I, de christelijke bisschop Abdas van Susa had laten executeren, die een Zoroastrisch altaar had vernield.
Onder invloed van Pulcheria, zond Theodosius troepen, om met groot fanatisme ten strijde te trekken tegen Perzië. Sozomenus schreef : "klaar om alles te doen in het belang van het Christendom."
Pulcheria en Theodosius II zegevierden, en volgens historici zou Theodosius, deze overwinning opdragen aan zijn zus en haar gelofte van maagdelijkheid. In zijn visie verzekerde Pulcheria, toen zij haar gelofte van maagdelijkheid aflegde ten overstaan van God en dezelfde gelofte ook oplegde aan haar zusters, zich van Gods gunst, waardoor 'elke bedreiging en oorlog tegen haar broer spontaan weer oploste' " Theodosius maakte van zijn zusters maagdelijkheid een instrument van oorlogspropaganda, en vanwege haar gelofte van trouw aan God, zou de hand van God de Romeinse troepen geholpen hebben in de strijd tegen Perzië.

## Rol van haar Christelijke overtuiging
Pulcheria was een orthodox christen, die haar stempel zette op de geloofsrichting van Theodosius II en diens vrouw Aelia Eudocia; zij hadden aanvankelijk een voorkeur voor het nestorianisme. Pulcheria zette haar broer er onder andere toe aan alle Joden te verbannen en de synagoges in Constantinopel te verwoesten.

### Weldoenster voor de kerk
Hoewel bekend was dat Pulcheria sterk negatief stond ten opzichte van heidenen en joden, stond zij ook bekend om haar filantropische instelling. Zij heeft veel kerken in en rond de stad Constantinopel laten bouwen en ook stond zij aan de basis van een groot aantal gebouwen ten bate van de armen in de stad." Sozomenus schrijft dat het te veel tijd zou vergen om alle kerken, hospitalen en gasthuizen voor de armen, die in opdracht van Pulcheria werden gebouwd, te beschrijven." Pulcheria’s bouwprojecten waren zo omvangrijk dat in Constantinopel een hele wijk naar haar werd vernoemd, de zogenaamde Pulcherianai, "Sommige van deze instellingen waren uitgebreid genoeg om de namen van hun eigenaars aan hele kwartieren van stad te geven, zoals het 'Marina-kwartier' in de tweede regio en de 'Pulcherianai' in de elfde regio"
Behalve door haar bijdragen aan de stad door de bouw van nieuwe kerken en districten, leverde Pulcheria ook een aanzienlijk bijdrage door het terugbrengen van bisschoppen of resten van de bisschoppen, die eens in ongenade waren gevallen, als relikwieën naar de kerk. Paus Leo I beschrijft Pulcheria's bijdragen aan de kerk in een brief aan haar als volgt: "... de hele rooms-katholieke kerk is u uiterst dankbaar voor al het werk dat u voor uw geloof heeft gedaan, ongeacht of het nu op welke manier dan ook, het helpen van gezanten met uw toegewijde affectie en voor het opnieuw herstellen van katholieke bisschoppen die uit hun kerken waren verwijderd door een onrechtvaardige uitspraak of voor het feit dat u overblijfselen van Flavianus, een onschuldige en Katholieke bisschop, met de hem passende eer hebt teruggebracht naar de kerk die hij zo goed heeft bestuurd "

### Rol van Pulcheria in conflicten in de Kerk
Het Concilie van Efeze vond laat in het bewind van Theodosius plaats. Twee rivaliserende bisschoppen, Nestorius, die bisschop van Constantinopel was, en Cyrillus van Alexandrië, de bisschop van Alexandrië, stonden lijnrecht tegenover elkaar. Het conflict tussen de twee bisschoppen wordt beschreven door de historicus Averil Cameron, "De vraag was of, en, zo ja, hoe, Christus twee naturen had; de monofysieten oordeelden dat hij alleen een goddelijke natuur had, terwijl Nestorius, en de 'Nestorianen' na hem, de menselijke natuur van Christus benadrukte." Nestorius was er voorstander van om de invloed van de "Zij-die-God-gebaard-heeft", of Theotokos binnen de kerk te verminderen. Dit bracht hem in conflict met de religieuze waarden, waar Pulcheria als maagd-keizerin voor stond. Een rivaliteit tussen de twee was onafwendbaar. Nestorius onderschatte Pulcheria’s macht en was de aanjager van een lastercampagne tegen Pulcheria: "Nestorius nam specifieke actie tegen Pulcheria. Hij impliceerde dat zij ongeoorloofde seksuele relaties onderhield met ten minste zeven minnaars. Hij gaf ook niet toe aan haar eisen dat aan haar in gebeden gerefereerd zou worden als de 'bruid van Christus', aangezien zij "door mannen gecorrumpeerd" zou zijn. Ook weigerde hij haar gewaad als een bedekking van het altaar te gebruiken”. Ter verdediging tegen de aanvallen van Nestorius, beweerde Pulcheria dat zij zelf was bevallen van God, en dat zij de Theotokos was.
Nestorius sloeg terug met een tegenaanval, waarin hij beweerde dat Pulcheria niet van God bevallen was, maar dat zij het leven aan de duivel had geschonken. Nestorius had Pulcheria’s macht echter sterk onderschat, want zij was de keizerin. Zijn poging tot humor viel slecht en zij liet Nestorius nu uit zijn functie van bisschop van Constantinopel zetten. Verder liet zij haar bondgenoot Eusibius, een hoge hofdignitaris, een anoniem document produceren, waarin gesteld werd dat Nestorius een ketter was. Ondertussen had Cyrillus, de bisschop van Alexandrië, Nestorius publiekelijk veroordeeld. Ook had Cyrillus leerstellingen geschreven om het keizerlijk hof te overtuigen dat zijn doctrine van de “Theotokos” ("Zij-die-God-gebaard-heeft") correct was. Nestorius riep hierop een concilie bijeen om te bepalen welke visie de officiële lijn van de kerk zou worden. Vanaf het begin stond het concilie onder sterke invloed van Cyrillus en Pulcheria en de uitspraken van het concilie vielen vaak in hun voordeel uit, "Het concilie woog zwaar door in het voordeel van de Cyrillianen, want zij hadden ongemanierde, lompe Alexandrijnse monniken in het publiek geplant, die de Nestorianen luidruchtig onderbraken, wanneer deze aan het woord waren.”
Zij verdreven de ambassadeur van de keizer en de Nestoriaanse bisschoppen uit de concilie en verklaarden Nestorius vervolgens tot ketter." Met de concilie in een impasse zonder dat er beslissingen waren genomen, moest Theodosius de beslissing nu voor hen nemen. Onder invloed van Pulcheria oordeelde Theodosius in het voordeel van Cyrillus dat de titel van “Theotokos” ("Zij-die-God-gebaard-heeft") orthodox was, "Onder een dergelijke publieke druk gaf Theodosius II toe aan de eisen van Pulcheria en liet Cyrillus' besluit tot afzetting van Nestorius voorlezen in de Grote Kerk. Nestorius werd teruggestuurd naar zijn klooster in Antiochië ..." Dit concilie zou later Marcianus en Pulcheria beïnvloeden om een nieuw concilie, , het Concilie van Chalcedon, bijeen te roepen om daar het belang van het geschil over de Theotokos te bedisputeren.
Deze keer was Paus Leo I de belangrijkste pleitbezorger voor Pulcheria’s claim van de Theotokos, "... Paus Leo I greep krachtig in. Hij zond een lange brief aan Bisschop Flavianus van Constantinopel, waarin hij pleitte voor de twee naturen, maar vraagtekens zette bij de rechtmatigheid van de recente veroordeling van een zekere Eutyches, die de twee naturen in twijfel had getrokken. Hierop was de partij van Dioscorus, de opvolger van Cyrillus in Alexandrië, in staat om de situatie te kantelen, waarop Leo om een tweede concilie aanvroeg, Hij verklaarde het concilie van Efeze tot een roversconcilie ("Latronicum").
Het laatste woord van het concilie van Chalcedon werd in 452 door de bisschoppen ondertekend. Het concilie veroordeelde zowel de doctrines van Nestorius als die van Eutyches, en zij werkte de doctrines van Cyrillus en paus Leo I als een uit; het concilie plaatste de Theotokos ("Zij-die-God-gebaard-heeft") binnen de orthodoxe mainstream. De historicus, Avril Cameron, legt in meer detail uit wat het concilie van Chalcedon betekende: "Het ontwikkelde en verduidelijkte de geloofsbelijdenis van Nicea, volgens welke God zowel de Vader, de Zoon als de Heilige Geest was, door verder te verkondigen dat Christus te allen tijde na zijn menswording zowel volledig God als volledig mens was..." Als gevolg van deze beide concilies besteedde Pulcheria de laatste jaren van haar leven aan het idee dat zij de Theotokos was. Zij wijdde drie kerken in Constantinopel aan de Maagd Maria. Dit waren de Hodegetria, de Blachernae, en het Chalkoprateia.

### Anti-Joodse sentimenten
Het was bekend dat Pulcheria en haar broer anti-Joodse sentimenten koesterden; beide startten zij met het uitvaardigen van wetten tegen de joodse eredienst in de stad Constantinopel. Voor de regering van Theodosius II werden synagogen als privé-eigendom gezien en werden zij als zodanig ook beschermd door de keizerlijke regering. In Theodosius’ regering werd echter een wet uitgevaardigd, die niet alleen de bouw van synagogen verbood maar ook de vernietiging van bestaande synagogen voorstond. Pulcheria en Theodosius gaven ook opdracht een groep Joden te doden nadat er twisten onder Christenen in Palestina ontstonden
Het was een bekend feit, dat Pulcheria weinig respect voelde voor het Joodse volk. Dit kwam voort uit haar felle afkeer van Nestoriaanse theologische praktijken; Kenneth Holum schreef dat "Pulcheria lang een speciale haat voor joden heeft gekoesterd. De Nestoriaanse ketterij, door tijdgenoten opgevat als zijnde van joodse afkomst, heeft er zonder twijfel toe bijgedragen haar in die haat te bevestigen."

### Heilige
Pulcheria wordt als heilig beschouwd door de Rooms-katholieke kerk.

## Voetnoten
1. ↑  (en) Elton, Hugh (7 maart 2016). Pulcheria, Roman Augusta, 414–453 CE. ISBN 978-0-19-938113-5.
2. ↑  (en)  Limberis, Vasiliki, Divine Heiress: The Virgin Mary and the Creation of Christian Constantinople.. Londen en New York: Routledge, 1994
3. 1 2  (en)  Holum, Kenneth G,. Theodosian Empresses: Women and Imperial Dominion in Late Antiquity. Berkeley and Los Angeles, California: University of California Press, 1982. blz. 102.
4. ↑  (en)  Holum, Kenneth G,. Theodosian Empresses: Women and Imperial Dominion in Late Antiquity. Berkeley and Los Angeles, California: University of California Press, 1982, blz. 110-111
5. ↑  Limberis, Vasiliki, Divine Heiress: The Virgin Mary and the Creation of Christian Constantinople. Londen en New York: Routledge, 1994, blz..49
6. ↑  (en)  Holum, Kenneth G, Theodosian Empresses: Women and Imperial Dominion in Late Antiquity. Berkeley/Los Angeles: University of California Press, 1982, blz. 132
7. ↑  (en)  Paus Sint Leo de Grote. St. Leo the Great: Letters. Vertaald door broeder Edmund Hunt, C.S.C. New York:. : Fathers of the Church, Inc 1957, blz.145
8. ↑  Cameron, Averil. The Mediterranean World In Late Antiquity AD 395-600, London, Routledge, 1993. blz. 22-23
9. ↑  Cameron, Averil. The Mediterranean World In Late Antiquity AD 395-600, London, Routledge, 1993, blz. 23
10. ↑  Limberis, Vasiliki. The Virgin Mary and the Creation of Christian Constantinople. London and New York: Routledge, 1994, blz. 54
11. ↑  Limberis, Vasiliki, Divine Heiress: The Virgin Mary and the Creation of Christian Constantinople. London and New York: Routledge, 1994, blz. 56.
12. ↑  Limberis, Vasilik, Divine Heiress: The Virgin Mary and the Creation of Christian Constantinople. London and New York: Routledge, 1994.page.56-57.
13. ↑  Cameron, Averil, The Mediterranean World In Late Antiquity AD 395-600, London, Routledge, blz. 23.
14. ↑  (en)  Cameron, Averil, The Mediterranean World In Late Antiquity AD 395-600, London, Routledge, blz. 23
15. ↑  Limberis, Vasiliki, Divine Heiress: The Virgin Mary and the Creation of Christian Constantinople. Londen en New York: Routledge, 1994, blz. 57
16. ↑  (en)  Holum, Kenneth G. Theodosian Empresses: Women and Imperial Dominion in Late Antiquity. Berkeley and Los Angeles, California: University of California Press, 1982, blz 98
17. ↑  (en)  Holum, Kenneth G., 'Theodosian Empresses: Women and Imperial Dominion in Late Antiquity,'. Berkeley en Los Angeles, California: University of California Press, 1982, blz. 188